# Sierramavärri
Sierramavärri är en kulle i Finland.   Den ligger i den ekonomiska regionen Norra Lappland och landskapet Lappland, i den norra delen av landet, 1 000 km norr om huvudstaden Helsingfors. Toppen på Sierramavärri är 342 meter över havet, eller 83 meter över den omgivande terrängen. Bredden vid basen är 1,8 km.
Terrängen runt Sierramavärri är huvudsakligen platt, men åt nordväst är den kuperad.  Trakten runt Sierramavärri är nära nog obefolkad, med mindre än två invånare per kvadratkilometer. Omgivningarna runt Sierramavärri är i huvudsak ett öppet busklandskap.